# Tour du Nord (Tournon-sur-Rhône)
La tour du Nord, aussi appelée tour de Pierregourde, est une tour médiévale située en France sur la commune de Tournon-sur-Rhône, dans le département de l'Ardèche en région Rhône-Alpes.
Elle fait l'objet d'une inscription au titre des monuments historiques depuis le 31 mai 1927.

## Description
La tour du Nord est une tour médiévale appartenant à la partie ancienne de la ville Tournon-sur-Rhône.

## Localisation
La tour est située sur le territoire de la commune de Tournon-sur-Rhône, dans le département français de l'Ardèche.

## Historique
L'édifice est inscrit au titre des monuments historiques en 1927.